# Tom Udall
Thomas Stewart Udall, detto Tom (Tucson, 18 maggio 1948), è un politico, avvocato e diplomatico statunitense, Ambasciatore degli Stati Uniti in Nuova Zelanda dal 2021 al 2025 ed in precedenza senatore per lo stato del Nuovo Messico dal 2009 al 2021. Precedentemente, Udall ha ricoperto la carica di membro della Camera dei Rappresentanti per lo stato del Nuovo Messico dal 1999 al 2009.

## Biografia
Nato in Arizona, Udall fa parte di una famiglia molto nota in ambito politico: suo padre Stewart fu Segretario degli Interni durante le presidenze Kennedy e Johnson, suo zio Mo fu deputato alla Camera dei Rappresentanti e candidato alle presidenziali del 1976 e suo cugino Mark è stato senatore per lo Stato del Colorado.
Durante gli studi in legge Udall si trasferì nel Nuovo Messico e vi rimase anche dopo la laurea, intraprendendo la professione di avvocato. Nel 1982 Udall si candidò per un seggio alla Camera dei Rappresentanti, ma perse le primarie democratiche contro Bill Richardson, che venne poi eletto. Nel 1989 ci riprovò e ottenne la nomination democratica per il seggio vacato da Manuel Lujan, Jr., ma venne sconfitto dal repubblicano Steven Schiff.
Dal 1991 al 1999 Udall ricoprì l'incarico di Procuratore generale del Nuovo Messico. Nel 1998 si candidò per la terza volta alla Camera e stavolta riuscì a vincere le elezioni. Gli elettori lo riconfermarono per altri quattro mandati e nel 2009 approdò al Senato, dove è rimasto in carica fino al 2021.
Il 2 dicembre 2021 è nominato dal presidente Joe Biden come ambasciatore in Nuova Zelanda e il 17 febbraio 2022 anche per le Samoa.
Tom Udall è un democratico progressista e durante la permanenza alla Camera faceva parte del Congressional Progressive Caucus.